# Aéroport de Sudbury
L’aéroport de Sudbury (code IATA : YSB • code OACI : CYSB) dessert la ville de Sudbury, en Ontario. C'est la Société de développement communautaire de l'Aéroport de Sudbury (SDCAS), qui gère l'aéroport. Son conseil d'administration est composé de 12 membres.

## Passagers
Tableau indiquant l'affluence annuelle des passagers de 2004 à 2011.
| Année | Passagers |
| ----- | --------- |
| 2004  | 145 242   |
| 2005  | 147 256   |
| 2006  | 162 054   |
| 2007  | 175 536   |
| 2008  | 184 127   |
| 2009  | 160 190   |
| 2010  | 179 380   |
| 2011  | 211 181   |

## Compagnies et destinations

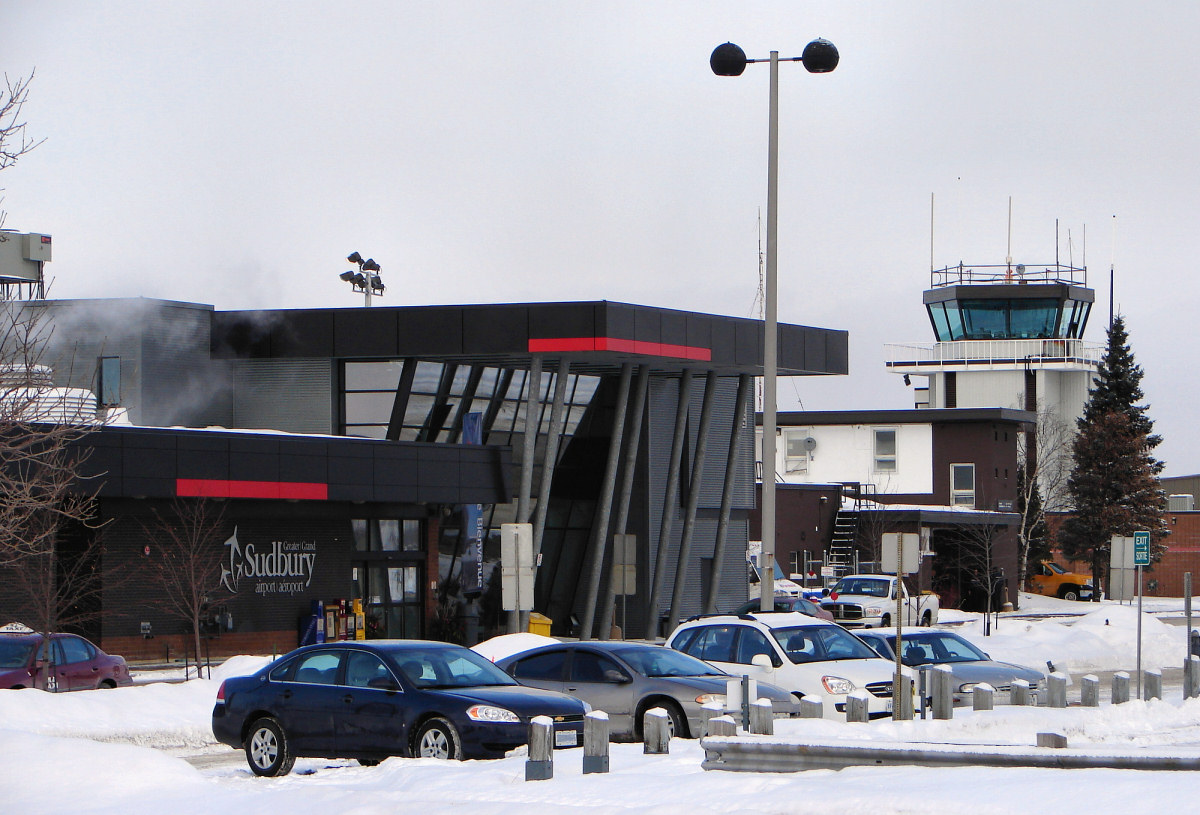
Terminal et tour de contrôle.

| Compagnies         | Destinations                                              |
| ------------------ | --------------------------------------------------------- |
| Air Canada Express | Toronto (Pearson)                                         |
| Bearskin Airlines  | North Bay (Jack Garland), Sault-Sainte-Marie, Thunder Bay |
| Porter Airlines    | Toronto (Billy Bishop)                                    |
| WestJet            | En saison: Calgary                                        |

Édité le 12/04/2025